# Mistrzostwa Świata w Lekkoatletyce 2017 – chód na 50 km kobiet
Chód na 50 kilometrów kobiet – jedna z konkurencji biegowych rozegranych podczas lekkoatletycznych mistrzostw świata na Stadionie Olimpijskim w Londynie. Są to pierwsze zawody rozgrywane w tej konkurencji na mistrzostwach świata.

## Terminarz
| Data        | Godzina |       |
| ----------- | ------- | ----- |
| 13 sierpnia | 7:45    | Finał |

## Rekordy
Tabela prezentuje rekord świata, rekordy poszczególnych kontynentów, mistrzostw świata, a także najlepszy rezultat na świecie w sezonie 2017 przed rozpoczęciem mistrzostw.
|                            | Zawodnik                     | Wynik                        | Miejsce                      | Data                         |                              |
| -------------------------- | ---------------------------- | ---------------------------- | ---------------------------- | ---------------------------- | ---------------------------- |
| Rekord świata              | Inês Henriques               | 4:08:26                      | Porto de Mós                 | 15 stycznia 2017(dts)        |                              |
| Rekord mistrzostw świata   | Inês Henriques               | 4:08:26                      | Porto de Mós                 | 15 stycznia 2017(dts)        |                              |
| Rekord Europy              | Inês Henriques               | 4:08:26                      | Porto de Mós                 | 15 stycznia 2017(dts)        |                              |
| Rekord Afryki              | Brak zarejestrowanego wyniku | Brak zarejestrowanego wyniku | Brak zarejestrowanego wyniku | Brak zarejestrowanego wyniku | Brak zarejestrowanego wyniku |
| Rekord Ameryki Północnej   | Kathleen Burnett             | 4:26:37                      | Santee                       | 28 stycznia 2017(dts)        |                              |
| Rekord Ameryki Południowej | Nair da Rosa                 | 4:39:28                      | Lima                         | 2 października 2016(dts)     |                              |
| Rekord Australii i Oceanii | Brak zarejestrowanego wyniku | Brak zarejestrowanego wyniku | Brak zarejestrowanego wyniku | Brak zarejestrowanego wyniku | Brak zarejestrowanego wyniku |
| Rekord Azji                | Yin Hang                     | 4:22:22                      | Huangshan                    | 5 marca 2017(dts)            |                              |

## Minima kwalifikacyjne
Aby zakwalifikować się do mistrzostw, należało wypełnić minimum kwalifikacyjne wynoszące 4:30:00 (uzyskane w okresie od 1 stycznia 2016 do 23 lipca 2017).

## Wyniki
| Pozycja | Zawodniczka         | Państwo                  | Czas    | Uwagi                    |
| ------- | ------------------- | ------------------------ | ------- | ------------------------ |
| 01 !    | Inês Henriques      | Portugalia               | 4:05:56 | WR                       |
| 02 !    | Yin Hang            | Chińska Republika Ludowa | 4:08:58 | AS                       |
| 03 !    | Yang Shuqing        | Chińska Republika Ludowa | 4:20:49 | PB                       |
| 4       | Kathleen Burnett    | Stany Zjednoczone        | 4:21:51 | AM                       |
| -       | Nair da Rosa        | Brazylia                 | DNF     | Przekroczony limit czasu |
| -       | Susan Randall       | Stany Zjednoczone        | DNF     | Przekroczony limit czasu |
| -       | Erin Taylor-Talcott | Stany Zjednoczone        | DQ      | R 230.6 (a)              |